# Ede und Unku
Ede und Unku ist ein Jugendroman der deutschen Autorin Grete Weiskopf (Pseudonym Alex Wedding). Die Erstausgabe erschien 1931 im Berliner Malik-Verlag.

## Inhalt und Rezeption
Das Erstlingswerk der Autorin beschreibt die Freundschaft des Berliner Jungen Ede mit der jungen Sinteza Unku während der Zeit der Weimarer Republik. Die Fotos für die Originalausgabe des Buches stammen von John Heartfield. Es gehörte zu den Werken, welche bei der Bücherverbrennung 1933 in Deutschland auf dem Index standen und vernichtet sowie verboten wurden. In der DDR wurde es Bestandteil der offiziellen Schulliteratur und erhielt dadurch einen hohen Bekanntheitsgrad. Im Jahr 1980 wurde es unter der Regie von Helmut Dziuba mit dem Titel Als Unku Edes Freundin war von der DEFA verfilmt.
Im Buch werden die authentischen Erlebnisse von Erna Lauenburger beschrieben, welche die Autorin kannte. Sie wurde 1944 in Auschwitz ermordet. Von den erwähnten Sinti des Buches überlebte nur die Berlinerin „Kaula“ Ansin, eine Cousine Unkus und die Großmutter des Berliner Musikers Janko Lauenberger.
In der Nachkriegsausgabe fügte Grete Weiskopf ein Kapitel ein, in dem sie das Verschwinden ihrer Freunde beklagt und vermutet, diese seien im Dritten Reich umgekommen. Ein Brief, der dies aufgrund der Erzählungen von Verwandten bestätigte, erreichte sie an ihrem Todestag.
Im Jahr 2005 erschien eine Neuauflage des Buches im Verlag Neues Leben.
Am 27. Januar 2011 wurde anlässlich des Tages des Gedenkens an die Opfer des Nationalsozialismus in Berlin-Friedrichshain ein Weg als Ede-und-Unku-Weg zur Erinnerung an Erna Lauenburger und Grete Weiskopf benannt.
Am 1. März 2014 wurde in Magdeburg ein Teil des Holzweges in Ede-und-Unku-Weg umbenannt in Erinnerung an Erna Lauenburger, die im Sammellager Holzweg/Silberberg lebte und von dort aus am 1. März 1943 als eine von 470 Roma und Sinti nach Auschwitz deportiert wurde; 340 von ihnen starben. Auf einer Gedenkstele stehen ihre Namen.
2015 veröffentlichte Heike Makatsch ein Hörbuch mit Alex Weddings Text.
2018 ist im Gütersloher Verlagshaus Ede und Unku – die wahre Geschichte, ein Buch der Autoren Janko Lauenberger, selbst ein Familienangehöriger von Unku, und Juliane von Wedemeyer erschienen. Es erzählt in einem außergewöhnlichen Familienporträt die Geschichte von Erna Lauenburger über den Jugendroman hinaus zu Ende. Heribert Prantl, Mitglied der Chefredaktion der Süddeutschen Zeitung schrieb darüber: „... eine anrührende, aufrüttelnde und zartbittere Geschichte ...“